# Sus-tonique
 (octobre 2023).
Si vous disposez d'ouvrages ou d'articles de référence ou si vous connaissez des sites web de qualité traitant du thème abordé ici, merci de compléter l'article en donnant les références utiles à sa vérifiabilité et en les liant à la section « Notes et références ».
Dans la musique tonale, la sus-tonique désigne le deuxième degré d'une gamme. Elle doit son nom au fait qu’elle est située juste au-dessus de la tonique, degré principal.
Quel que soit le mode — gamme majeure ou gamme mineure — ce degré est toujours situé une seconde majeure (un ton) au-dessus de la tonique, soit une septième mineure au-dessous, conformément à la règle des renversements. Par exemple, la note ré est la sus-tonique des gammes de do majeur et do mineur.
En harmonie classique, l'accord basé sur la sus-tonique remplit la « fonction tonale de sous-dominante » — au même titre que la sous-dominante elle-même — qui consiste à produire, ou précéder, l'accord de dominante de la tonalité. Dans le système tonal, l'accord construit sur ce IIe degré — dit « accord de sus-tonique » — joue donc un rôle important dans les cadences et les modulations. 
Dans le mode mineur classique, la quinte de l’accord n'est pas une quinte juste, mais une quinte diminuée.
Le fait que le IIe degré corresponde à la « dominante de la dominante » confère à celui-ci une importance particulière dans les progressions harmoniques. Ainsi, l'utilisation de la progression « II-V-I » — qui suit un cycle des quintes descendant — est très fréquente, y compris en jazz. 
L’accord de sus-tonique altéré facilite aussi la modulation vers le ton de la dominante.